# Rodrigo Rojas Lara
Rodrigo Arturo Rojas Lara (Duitama, 28 de marzo de 1985) es un político, economista y administrador colombiano que se desempeñó como miembro de la Cámara de Representantes por Boyacá, entre 2018 y 2022.

## Biografía
Rodrigo A. Rojas Lara nació en Duitama (Boyacá) el 28 de marzo de 1985, hijo de Pedro Rojas y Clara Lara. En 2018 contrajo matrimonio con Angela María Moncada. Fruto de este matrimonio, en 2020, nació María Clara Rojas Moncada, primera hija de la pareja. 
Realizó sus estudios primarios y secundarios en el Colegio Seminario Diocesano de Duitama. Se formó como economista y administrador de empresas en la Universidad de Los Andes, donde también se especializó en Estado, Políticas Públicas y Desarrollo. Actualmente es candidato a Magister en Estudios Interdisciplinarios sobre Desarrollo de la misma Universidad.

## Trayectoria profesional
En campo público se ha desempeñado en importantes cargos tales como Asesor de la Comisión Primera y de Presidencia del Senado (2010-2011); Gerente de Competitividad y Apoyo a las Regiones del Fondo Nacional del Turismo (2015); y Asesor del Despacho para las Regiones de la Gobernación de Boyacá (2016).

## Carrera política
Durante su adolescencia, Rodrigo Rojas se destacó como un líder juvenil, consiguiendo que su voz se volviera un referente político. A sus 19 años fungió como Consejero Local de Juventud dando inicio a lo que sería un camino de logros en la política. 

#### ASAMBLEA DEPARTAMENTAL
En 2011, con 26 años de edad y con el aval del Partido de la U, inició un arduo recorrido y trabajo de escucha en todos los municipios de su departamento, que lo llevó a ocupar un escaño en la Asamblea Departamental de Boyacá. Desde allí lideró proyectos relacionados con la seguridad ciudadana, emprendimiento y proyectos productivos.

#### CONGRESO DE LA REPÚBLICA
En las elecciones legislativas de 2018 fue elegido como Representante a la Cámara por Boyacá, al haber obtenido 26.119 votos. En el Congreso fue parte de la Comisión Sexta de la Cámara de Representantes, encargada de temas de prestación de servicios públicos, medios de comunicación, transporte, turismo, educación y cultura, la cual llegó a presidir en la legislatura 2021-2022.
Durante su periodo como Representante a la Cámara se trazó el objetivo de entregar resultados que contribuyeran al desarrollo del departamento de Boyacá y del país. Para el final de su periodo, logró aprobar 6 Leyes de la República que abarcan temas de educación, TIC’S (conectividad), emprendimiento, productividad, turismo y transporte y desarrollo y seguridad vial. 
- Ley que establece el internet como servicio público y esencial universal (Ley 2108 de 2020)[5]
- Ley de desconexión laboral (Ley 2191 de 2022)[6]
- Ley de reactivación económica para el trasporte público terrestre de pasajeros y mixto (Ley 2191 de 2022)[6]
- Ley que regula el uso responsable de herramientas tecnológicas en los establecimientos educativos (Ley 2170 de 2021)[7]
- Ley vida y vía para el ciclista[8]
- Ley Julián Esteban (Ley 2251 de 2022)[9]

Adicionalmente, cuenta con 13 Leyes de la República en coautoría y como Coordinador Ponente, las cuales fueron aprobadas. Realizó 75 informes de ponencia que fueron aprobados; y 40 debates de control político. Lo anterior lo llevó a posicionarse como el mejor Representante del departamento de Boyacá y a ser reconocido, en dos ocasiones, como 1 de los 20 mejores Representantes del país y en 1 ocasión como 1 de los mejores 10 Representantes del país, por parte de empresarios, académicos y líderes de opinión del Panel de Cifras y Conceptos.
Al terminar su mandato en el Congreso, fue condecorado con la Orden de la Democracia Simón Bolívar.

## Reconocimientos
- Honor al Mérito por parte del Concejo Municipal de Duitama “Perla de Boyacá” en el grado de Oficial.
- “Altares de la Patria” por parte de la Asamblea Departamental de Boyacá en grado de Gran Oficial.
- Orden de la Democracia Simón Bolivar por parte del Congreso de la República de Colombia